# Wissahickon Valley Park
A Wissahickon Valley Park (magyarul: Wissahickon völgye park) 2042 angol hold (8,26 km2) parkerdő Philadelphia város észak-nyugati részén, beleértve a Wissahickon folyócskát (Wissahickon Creek) a Schuylkill folyóba torkollástól. A Forbidden Drive mentét gyalogosan, kerékpárral, illetve lóval lehet látogatni, azonban motoros járművek használata nem megengedett. A Forbidden Drive-ból kiinduló mellékösvények egészen a fával benőtt szurdok tetejéig vezetnek és teljes hosszuk eléri a 80 kilométert. A Philadelphia városi önkormányzat Philadelphia Parks & Recreation nevű osztálya kezeli a parkot, mely a második legnagyobb a városi parkok közül, a Fairmount Park után. A völgy 1250 angol hold (5,1 km2)-es részét 1964-ben nyilvánították nemzeti természeti tájékozódási ponttá (National Natural Landmark).

## Történet

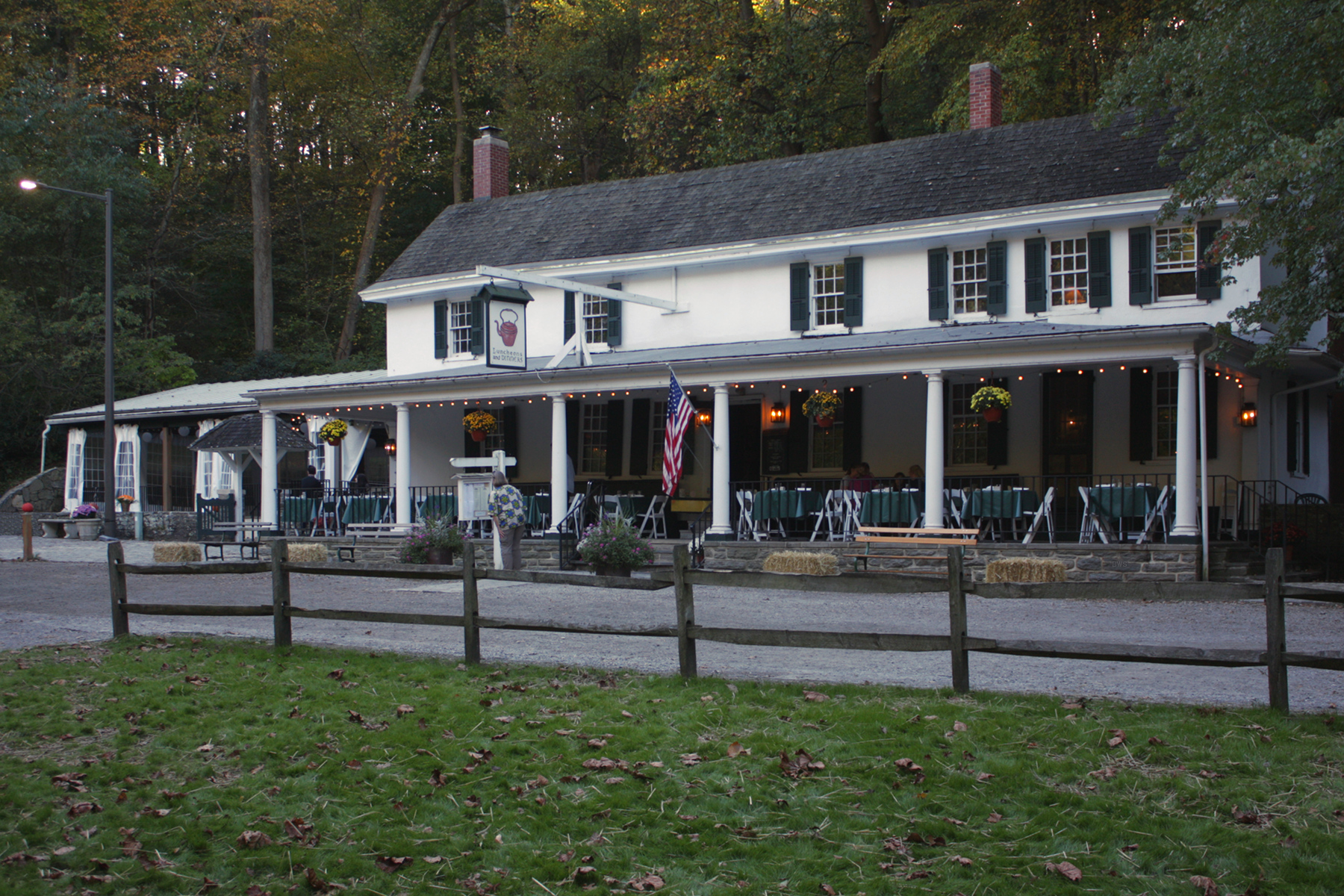
Valley Green Inn a Forbidden Drive-on

A völgy egyes részein fakitermelés, illetve iparosodás zajlott a XVIII. század végén és a XIX. század elején, de a szurdok már akkoriban ismert és elismert volt természeti értékeiről, mely olyan híres személyiségeket inspirált, mint az erdélyi szász misztikus Johannes Kelpius (1673-1708), vagy a költő Edgar Allan Poe (1809-1849), illetve a tájképfestő Thomas Moran (1837-1926). Kelpiust és követőit a "Wissahickon misztikusai"-nak nevezték, akik Wissahickon Creek közelében telepedtek le és remeteéletüket meditációnak és misztikus munkának szentelték. Egyesek az első amerikai rózsakereszteseknek tartják a közösséget.

## Tájékozódási pontok

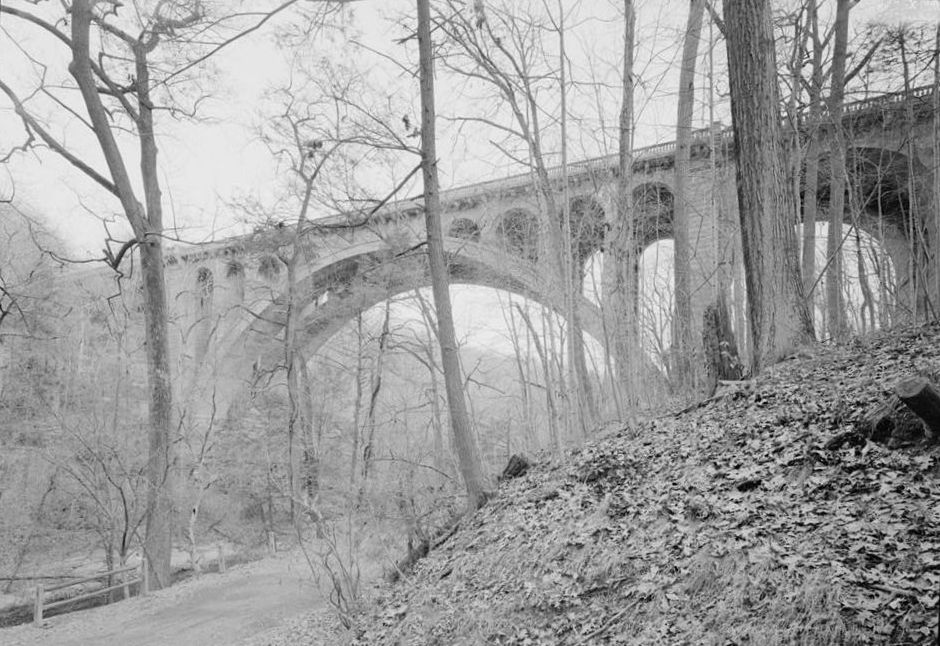
Walnut Lane híd

- Valley Green Inn, 1850-ben épült fogadó[9]
- Wissahickon Hall, a völgy legelső fogadója[10]

### Házak
- Cedar House[11]
- Hermitage Mansion[8]
- Livezey House, malom a gyarmati időkből (más néven: Glen Fern)[12]
- Monastery House[13]
- RittenhouseTown
- Thomas Mansion[14]

### Hidak
- Fingerspan Bridge
- Kitchen's Lane Bridge
- Thomas Mill Covered Bridge
- Walnut Lane Bridge
- Wissahickon Memorial Bridge (más néven: Henry Avenue Bridge)

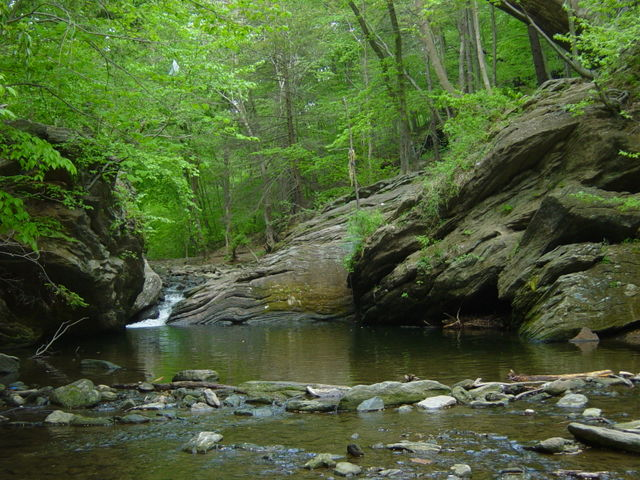
Cresheim Creek szurdok

### Egyebek
- Cresheim Creek
- Devil's Pool
- The Indian and Toleration statues
- Mom Rinker's Rock
- Cave of Kelpius, Johannes Kelpius-nak tulajdonított barlang[15]

## Kapcsolódó weboldalak
- Friends of the Wissahickon
- Philadelphia Parks & Recreation
- National National Landmark
- Visit Philly: The Wissahickon Gorge

## Fordítás
- Ez a szócikk részben vagy egészben  a   Wissahickon Valley Park című angol Wikipédia-szócikk fordításán alapul.  Az eredeti cikk szerkesztőit annak laptörténete sorolja fel. Ez a jelzés csupán a megfogalmazás eredetét és a szerzői jogokat jelzi, nem szolgál a cikkben szereplő információk forrásmegjelöléseként.